# Каннский кинофестиваль 2012
65-й Каннский кинофестиваль прошёл с 16 по 27 мая 2012 года. Председателем жюри смотра стал итальянский кинорежиссёр Нанни Моретти, главным в программе «Особый взгляд» был британский актёр Тим Рот. По мнению аналитиков, в этом, как и в 2009 году, в основную конкурсную программу попали необычайно сильные и насыщенные ленты, конкуренция между которыми была крайне высока. Однако, как отмечают кинокритики, в программе фестиваля отсутствовали дебюты и, соответственно, новые имена в конкурсе.

## Ход фестиваля
- 28 февраля
  - Фото актрисы Мэрилин Монро выбрано для официального постера 65-го Каннского кинофестиваля[6].

- 2 апреля

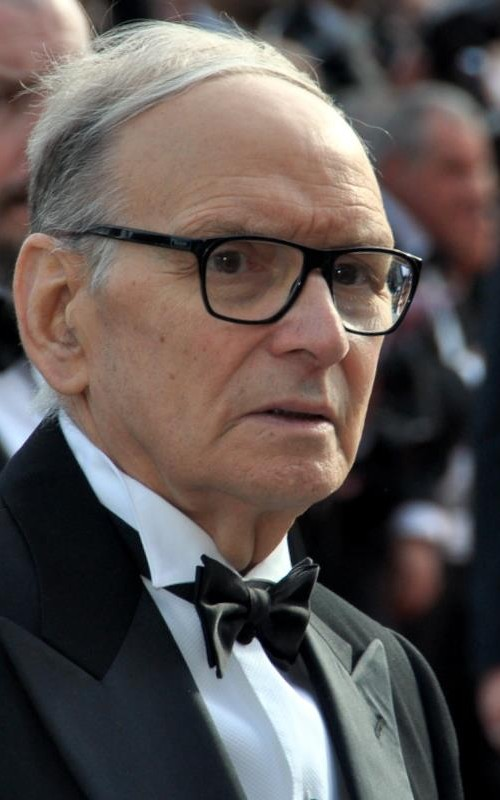
Эннио Морриконе на «красной дорожке»

  - В Интернет просочился список основной конкурсной программы кинофестиваля, однако генеральный директор смотра Тьерри Фремо заявил, что это подделка[7].
- 19 апреля
  - Объявлена официальная конкурсная программа[7].
- 16 мая
  - Утром, ещё до официального открытия смотра, комик Саша Барон Коэн, в образе генерал-адмирала Аладина из своего нового фильма «Диктатор», разыграл небольшой спектакль на своей яхте, в ходе которого он якобы убил фотомодель Элисабетту Каналис[8].

- - Фестиваль открылся традиционной «красной дорожкой», после чего форум продолжился лентой Уэса Андерсона «Королевство полной луны»[9]. На премьере присутствовал весь основной актёрский состав: Билл Мюррей, Брюс Уиллис, Тильда Суинтон, Эдвард Нортон, Джейсон Шварцман и режиссёр Уэс Андерсон[10]. Мюррей, известный своим юморным подходом ко всему происходящему, принёс с собой небольшую шпионскую фотокамеру, на которую снимал всё вокруг, в том числе слишком назойливых репортёров[11].

- - Церемонию открытия провела звезда фильма «Артист» Беренис Бежо[12]. После её вступительных слов на сцене появилась певица Бет Дитто, исполнившая композицию, посвящённую памяти Мэрилин Монро[13].

«Золотой пальмовой ветви» за лучший фильм удостоилась «Любовь» Михаэля Ханеке, гран-при забрала «Реальность» Маттео Гарроне. Примечательно, что Ханеке побеждал в Каннах всего лишь три года назад, когда «Белая лента» выиграла главный приз. Лучшим актёром смотра был признан Мадс Миккельсен за работу в ленте «Охота», звание лучшей актрисы разделили два человека — Космина Стратан и Кристина Флутур, исполнившие главные роли в картине «За холмами».

## Жюри

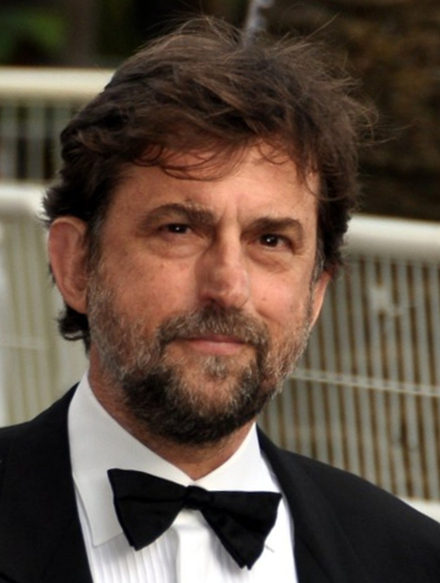
Председатель жюри Нанни Моретти

### Основной конкурс
- Нанни Моретти, режиссёр ( Италия) — председатель
- Эмманюэль Дево, актриса ( Франция)
- Жан-Поль Готье, модельер ( Франция)
- Диана Крюгер, актриса ( Германия)
- Юэн Макгрегор, актёр ( Великобритания)
- Александр Пэйн, режиссёр ( США)
- Рауль Пек, режиссёр ( Гаити)

### «Особый взгляд»
- Тим Рот, актёр ( Великобритания) — председатель
- Лейла Бехти, актриса ( Франция)
- Тони Маршаль, режиссёр ( Франция)
- Лучано Монтеагудо, критик ( Аргентина)
- Сильви Пра, арт-директор Кинофестиваля в Ла-Рошели ( Франция)

### Синефондасьон и конкурс короткометражных фильмов
- Жан-Пьер Дарденн, режиссёр ( Бельгия) — председатель
- Арсинэ Ханджян, актриса ( Канада)
- Карим Айнуз, режиссёр ( Бразилия)
- Эмманюэль Каррер, писатель, режиссёр ( Франция)
- Ю Ликвай, оператор, режиссёр ( Китай)

## Фильмы — участники фестиваля
| Победители выделены отдельным цветом. |

### Конкурсная программа
Конкурсная программа фестиваля была обнародована 19 апреля 2012.
| Название                  | Оригинальное название       | Режиссёр         | Страна                                           |
| ------------------------- | --------------------------- | ---------------- | ------------------------------------------------ |
| В дороге                  | On the Road                 | Вальтер Саллес   | Франция, Бразилия                                |
| В другой стране           | Da-reun na-ra-e-suh         | Хонг Санг-су     | Корея                                            |
| В тумане                  | В тумане                    | Сергей Лозница   | Германия, Россия, Латвия, Нидерланды, Белоруссия |
| Вкус денег                | Do-nui mat                  | Им Санг-су       | Корея                                            |
| Вы ничего не видели       | Vous n’avez encoure rien vu | Ален Рене        | Франция, Германия                                |
| Газетчик                  | The Paperboy                | Ли Дэниелс       | США                                              |
| Доля ангелов              | The Angels' Share           | Кен Лоуч         | Великобритания, Франция, Бельгия, Италия         |
| За холмами                | După dealuri                | Кристиан Мунджиу | Румыния, Франция, Бельгия                        |
| Королевство полной луны   | Moonrise Kingdom            | Уэс Андерсон     | США                                              |
| Космополис                | Cosmopolis                  | Дэвид Кроненберг | Франция, Канада                                  |
| Любовь                    | Amour                       | Михаэль Ханеке   | Франция, Германия, Австрия                       |
| Мад                       | Mud                         | Джефф Николс     | США                                              |
| Ограбление казино         | Killing Them Softly         | Эндрю Доминик    | США                                              |
| Охота                     | Jagten                      | Томас Винтерберг | Дания                                            |
| После битвы               | Baad el mawkeaa             | Юсри Насралла    | Египет, Франция                                  |
| После мрака свет          | Post Tenebras Lux           | Карлос Рейгадас  | Мексика, Франция, Германия, Нидерланды           |
| Рай: Любовь               | Paradies: Liebe             | Ульрих Зайдль    | Австрия, Германия, Франция                       |
| Реальность                | Reality                     | Маттео Гарроне   | Италия, Франция                                  |
| Ржавчина и кость          | De rouille et d’os          | Жак Одиар        | Франция, Бельгия                                 |
| Самый пьяный округ в мире | Lawless                     | Джон Хиллкоут    | США                                              |
| Словно кто-то влюблён     | Like Someone in Love        | Аббас Киаростами | Франция, Япония                                  |
| Holy Motors               | Holy Motors                 | Лео Каракс       | Франция, Германия                                |

### «Особый взгляд»
| Название                 | Оригинальное название                               | Режиссёр(ы)                                                                                              | Страна                                        |
| ------------------------ | --------------------------------------------------- | --- | --------------------------------------------- |
| 7 дней в Гаване          | 7 días en La Habana                                 | Хулио Медем, Лоран Канте, Хуан Карлос Табио, Бенисио Дель Торо, Гаспар Ноэ, Пабло Траперо, Элиа Сулейман | Испания, Франция                              |
| Белый слон               | Elefante blanco                                     | Пабло Траперо                                                                                            | Аргентина, Испания, Франция                   |
| Большая ночь             | Le grand soir                                       | Бенуа Делепин, Гюстав де Керверн                                                                         | Франция, Бельгия                              |
| В любом случае Лоуренс   | Laurence Anyways                                    | Ксавье Долан                                                                                             | Канада, Франция                               |
| Дети Сараево             | Djeca                                               | Айда Бегич                                                                                               | Босния-Герцоговина, Германия, Франция, Турция |
| Звери дикого Юга         | Beasts of the Southern Wild                         | Бен Зайтлин                                                                                              | США                                           |
| Лошади Бога              | Les chevaux de Dieu                                 | Набиль Аюш                                                                                               | Марокко, Франция, Бельгия                     |
| Любить без причины       | A perdre la raison                                  | Хоаким Лафосс                                                                                            | Бельгия, Люксембург, Франция, Швейцария       |
| Мисима: Финальная глава  | 11.25 jiketsu no hi, Mishima Yukio to Wakamonotachi | Кодзи Вакамацу                                                                                           | Япония                                        |
| Мисс красотка            | Miss Lovely                                         | Ашим Ахлувалиа                                                                                           | Индия                                         |
| Отдай мне добычу         | Gimme the Loot                                      | Адам Леон                                                                                                | США                                           |
| Пирога                   | La pirogue                                          | Мусса Тур                                                                                                | Франция, Сенегал, Германия                    |
| Пляж                     | La playa D. C.                                      | Хуан Андрес Аранго                                                                                       | Колумбия, Бразилия, Франция                   |
| После Люсии              | Despues de Lucia                                    | Мишель Франко                                                                                            | Мексика                                       |
| Признания отпрыска века  | Confession of a Child of the Century                | Сильви Веред                                                                                             | Франция, Германия, Великобритания             |
| Противовирус             | Antiviral                                           | Брэндон Кроненберг                                                                                       | Канада                                        |
| Ренуар. Последняя любовь | Renoir                                              | Жиль Бурдо                                                                                               | Франция                                       |
| Студент                  | Студент                                             | Дарежан Омирбаев                                                                                         | Казахстан                                     |
| Тайна                    | Mystery                                             | Лоу Йе                                                                                                   | Китай, Франция                                |
| Три мира                 | Trois monde                                         | Катрин Корсини                                                                                           | Франция                                       |

### Короткометражные фильмы
Из 4 с половиной тысяч кандидатов всего 10 вошло в шорт-лист:
| Название                               | Оригинальное название                      | Режиссёр               | Страна         |
| -------------------------------------- | ------------------------------------------ | ---------------------- | -------------- |
| Вожак стаи                             | Chef de meute                              | Хлои Робишо            | Канада         |
| В ожидании коробки с деньгами          | Falastein, sandouk al intezar lil burtuqal | Бассам Чекхес          | Сирия          |
| Мой святой блеск                       | Mi santa mirada                            | Альваро-Апонте Сентено | Пуэрто-Рико    |
| Новобранец                             | Yardbird                                   | Майкл Спиччиа          | Австралия      |
| Ночная смена                           | Night Shift                                | Зиа Мандиввалла        | Новая Зеландия |
| Председатель                           | The Chair                                  | Грэйнджер Дэвид        | США            |
| Сказочная страна изобилия и праздности | Cockaigne                                  | Эмили Верхамм          | Бельгия        |
| Тихоня                                 | Sessiz-be deng                             | Л. Резан Езилбас       | Турция         |
| Удушье                                 | Gasp                                       | Эикке Беттинга         | Германия       |
| Этот путь предо мною                   | Ce chemin devant moi                       | Мохамед Бурукба        | Франция        |

## Победители
- «Золотая пальмовая ветвь»
  - «Любовь», реж. Михаэль Ханеке (Франция)
- Гран-при
  - «Реальность», реж. Маттео Гарроне (Италия)
- Приз жюри
  - «Доля ангелов», реж. Кен Лоуч (Великобритания)
- Приз экуменического жюри
  - «Охота», реж. Томас Винтерберг (Дания)
- Лучший актёр
  - Мадс Миккельсен (Дания) за фильм «Охота»
- Лучшая актриса
  - Космина Стратан, Кристина Флутур за фильм «За холмами»
- Лучший режиссёр
  - Карлос Рейгадас (Мексика) за фильм «После мрака свет»
- Лучший сценарий
  - «За холмами», реж. Кристиан Мунджиу (Румыния)
- Приз за выдающиеся технические достижения
  - Шарлотта Брус Кристенсен за операторскую работу фильма «Охота» (Дания)
- Золотая камера за дебютный фильм
  - «Звери дикого Юга», реж. Бен Зайтлин (США)
- Золотая пальмовая ветвь за короткометражный фильм
  - «Тишина», реж. Л. Резан Есильбас (Турция)
- «Особый взгляд»
  - Главный приз: «После Люсии», реж. Мишель Франко (Мексика)
  - Приз жюри: «Большая ночь», реж. Бенуа Делепин, Гюстав де Керверн (Франция, Бельгия)
  - Лучшие актёрские работы: Сюзанн Клеман («В любом случае Лоуренс»; Канада), Эмили Декенн («Любить без причины»; Франция)
  - Специальное упоминание жюри: Дети Сараево, реж. Айда Бегич
- Приз ФИПРЕССИ
  - Лучший фильм основного конкурса: «В тумане», реж. Сергей Лозница (Россия)
  - Лучший фильм конкурса «Особый взгляд» «Звери дикого Юга», реж. Бен Зайтлин (США)
  - Лучший фильм параллельных программ: «Сдержать», реж. Рашид Джайдани
- «Синефондасьон»
  - Первый приз: «Дорога на…», реж. Таисия Игуменцева (Россия)
  - Второй приз: «Эбигейл», реж. Мэттью Джеймс Рейли (США)
  - Третий приз: «Отели», реж. Мигель Анхел Мулет (Куба)
- Квир-пальма:
  - «В любом случае Лоуренс», реж. Ксавье Долан (Канада)